# David Prophet
David Prophet, britanski dirkač Formule 1, * 9. oktober 1937, Hong Kong, † 29. marec 1981, Silverstone, Northamptonshire, Anglija, Združeno kraljestvo.
David Prophet je pokojni britanski dirkač Formule 1. Debitiral je na zadnji dirki sezone 1963 za Veliko nagrado Južne Afrike, kjer je odstopil v devetinštiridesetem krogu zaradi prenizkega pritiska olja. Drugič in zadnjič pa je nastopil v Formuli 1 na prvi dirki sezone 1965 za Veliko nagrado Južne Afrike, kjer je zasedel štirinajsto mesto z več kot štirinajstimi krogi zaostanka za zmagovalcem. Umrl je leta 1981 v helikopterski nesreči.

## Popolni rezultati Formule 1
(legenda) (odebeljene dirke pomenijo najboljši štartni položaj, poševne pa najhitrejši krog, †-uvrščen kljub odstopu)
| Leto | Moštvo               | Šasija       | Motor           | 1      | 2   | 3   | 4   | 5  | 6   | 7   | 8   | 9   | 10      | Prv | Toč |
| ---- | -------------------- | ------------ | --------------- | ------ | --- | --- | --- | -- | --- | --- | --- | --- | ------- | --- | --- |
| 1963 | David Prophet        | Brabham BT6  | Ford Straight-4 | MON    | BEL | NIZ | FRA | VB | NEM | ITA | ZDA | MEH | JAR Ret | -   | 0   |
| 1965 | David Prophet Racing | Brabham BT10 | Ford Straight-4 | JAR 14 | MON | BEL | FRA | VB | NIZ | NEM | ITA | ZDA | MEH     | -   | 0   |